# Іспанська година
«Іспанська година» (фр. L'heure espagnole) — комічна опера  на одну дію французького композитора Моріса Равеля на лібрето Фран-Ноена. Прем'єра відбулася 19 травня 1911 року в Паризькому театрі «Опера-Комік». На тому ж спектаклі була виконана опера Жуля Массне «Тереза». В Київській опері ставилася в українському перекладі Апшиса та Комарової у 1980 році.

## Історія виконання
Равель брав активну участь у підготовці прем'єри, що відбулася в «Опера-Комік» у Парижі. Опера була вперше поставлена в «Опері-Комік» 19 травня 1911 року разом з постановкою опери «Тереза» Жуля Массне; проте після перших дев'яти вистав буда знята з репертуару. Паризька національна опера презентувала оперу 5 грудня 1921 року з Фанні Гельді у ролі Концепції і мала більший успіх. Опера повернулася у «Оперу-Комік» 1945 року. Поза межами Франції, «Іспанська година» була вперше представлена в Королівському театрі Ковент-Гарден у 1919 році, в Чикаго і Нью-Йорку — в 1920 році, в Базелі і Роттердамі — в 1923 році, в Празі — в 1924 році, Гамбурзі, Стокгольмі — в 1925 році, досягнувши Буенос-Айрес в 1932 і Каїр у 1934 році. Опера була вперше виконана в Канаді в 1961 році на Монреальському фестивалі. 

## Дійові особи та перші виконавці
| Партія                        | Тип голосу    | Прем'єрна постановка, 19 травня 1911 року (Диригент: Франсуа Рульманн) |
| ----------------------------- | ------------- | ---------------------------------------------------------------------- |
| Торквемада, годинникар        | тенор         | Моріс Казенов                                                          |
| Концепція, дружина Торквемади | меццо-сопрано | Женевьє Ві                                                             |
| Гонзальв, студент-поет        | тенор         | Моріс Кулом                                                            |
| Раміро, погонич мулів         | баритон       | Жан Пьєр                                                               |
| Дон Ініго Ґомес, банків       | бас           | Гектор Дюфранне                                                        |

## Сюжет
Дія відбувається в Толедо в XVIII столітті. До годинникаря Торквемади приходить погонич мулів Раміро з проханням відремонтувати годинник. Однак Раміро вимушений чекати, доки Торквемада не виконає свій щотижневий обхід міських годинників. Тим часом до його невірної дружини Концепції приходить поет Гонзальв, знаючи, що зазвичай в цей час Концепція одна. Щоб вийти з незручного положення, Концепція вимушена сховати свого коханця у годинник, а Раміро вона зустрічає проханням перенести цей годинник у спальню, яке Раміро виконує. Втім Концепції не вдається знайти втіхи з Гонзальвом — той самозакоханий у свої вірші.
В цей час до Концепції приходить ще один коханець — банкір дон Ініго. Однак і його Концепція вимушена сховати у годинник, а Раміро просити перенести у спальню ще один годинник. Самостійно визволити Ініго з годинника Констанції не вдається. Проте легкість, з якою Раміро переносить годинники зачарувала Констанцу, і тепер її увага зосереджена на Раміро.
Тим часом повертається її чоловік — Торквемада. Він здивовано помічає у годинниках сторонніх чоловіків, але Концепція запевняє його, що це клієнти, які хотіли розібратися у механізмах годинників якнайдетальніше. Ініго і Гонзальв вимушені викласти за годинники кругленьку суму, Торквемада задоволений вигідним продажем, а Концепція тепер домовляється про побачення Раміро. Фінал опери — квінтет за участю всіх дійових осіб, усі задоволені, хоча й ніхто окрім Концепції не усвідомлює, що відбулося насправді.

## Український переклад

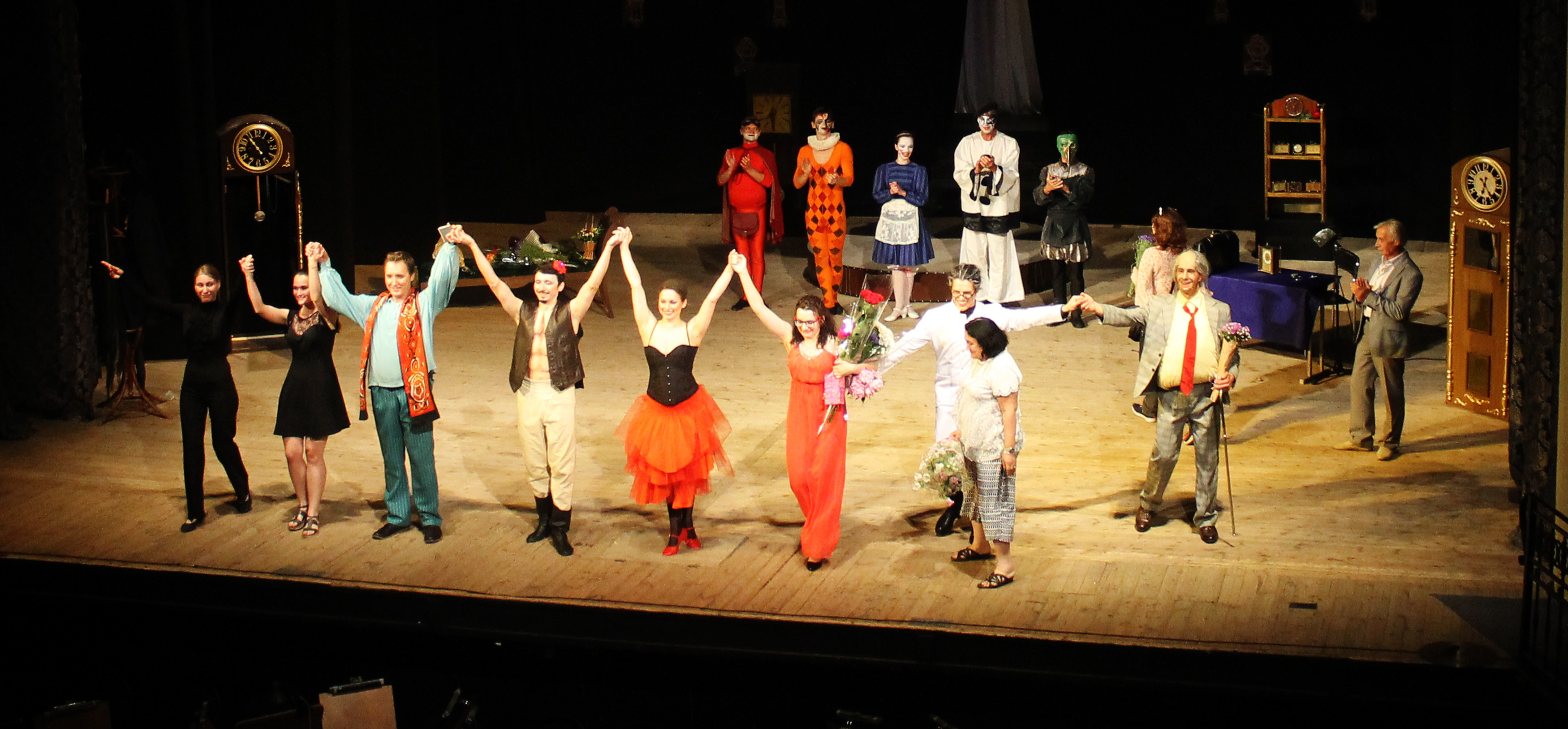
Фото з постановки опери М. Равеля «Іспанська година» в оперній студії при НМАУ, 2 червня 2018

У 1980-х роках переклад лібрето українською мовою виконали Апшис і Комарова, в цьому перекладі опера йшла в Київському оперному театрі. У 2018 році Іспанську годину було поставлено в оперній студії при НМАУ випускницею цього закладу Тетяною Вороновою у власному перекладі (натомість переклад Апшиса і Комарової вважається втраченим).